# Valentin Friedrich von Rüchel
Valentin Friedrich von Rüchel (* 20. Juni 1723 auf dem Gut Cusnow in der  Neumark; † 23. September 1784 in Aken) war ein preußischer Oberst, Chef des Garnisonsregiments Nr. 4 und Ritter des Orden Pour le Mérite.

## Leben

### Herkunft
Sein Vater war der Leutnant im Garnisonsregiment Nr. 8 Eustach Heinrich von Rüchel († 1738), der Name seiner Mutter ist nicht genau bekannt. Valentin Friedrich von Rüchel wurde auf dem väterlichen Gut Cusnow in der Neumark geboren.

### Militärlaufbahn
Er kam 1736 in das Kadettenkorps, 1741 wurde er als Junker in das Infanterieregiment „von Anhalt-Dessau“ versetzt. Am 19. Januar 1746 wurde er Sekondeleutnant und im Februar 1766 Major. Im Mai 1775 wurde er Oberstleutnant und im Juli 1783 Oberst. Aufgrund seines schlechten Gesundheitszustandes erhielt er das Garnisonsbataillon Nr. 4. Er starb am 23. September 1784 in Aken an der Elbe. Während des Zweiten Schlesischen Krieges wurde er in der Schlacht bei Chotusitz in den Fuß geschossen. Im Siebenjährigen Krieg kämpft er bei Zorndorf, bei Domstadtl kommandierte er als Hauptmann ein Bataillon Rekonvaleszenter.

### Familie
Rüchel heiratete am 6. Mai 1763 Christiane Friederike von Finck, eine Tochter des Generalmajors Jonathan Friedrich von Finck. Aus der Ehe ging die Tochter Henriette Louise Cristiana Marie (* 10. April 1765; † 8. Juni 1818) hervor. Sie heiratete am 7. Juni 1797 den preußischen Hauptmann Friedrich von Schmettau (* 23. November 1741; † 21. März 1807), einen Sohn von Karl Christoph von Schmettau.